# 護國三經
護國三經，是法華宗崇尚的三本佛經，即《法華經》、《金光明王經》、《仁王經》，皆屬於大乘經典，在五時八教中分屬般若時和法華涅槃時。三經中都有有關護國息災的內容故後世佛教徒常為祈求國泰民安、消災免難而舉行護國息災法會而讀誦三經。